# 倉吉市立社小学校
倉吉市立社小学校（くらよししりつ やしろしょうがっこう）は、鳥取県倉吉市国分寺にある公立小学校。

## 沿革
- 1873年（明治6年）11月5日 - 不入岡学校・島田学校設立。
- 1874年（明治7年）10月14日 - 不入岡・島田を合併、伯耆国分寺跡に国分寺学校設立。
- 1879年（明治12年）9月 - 国分寺小学校と改称。
- 1887年（明治20年）3月31日 - 国分寺尋常小学校と改称。
- 1889年（明治22年）4月 - 社尋常小学校と改称。
- 1900年（明治33年）4月1日 - 社尋常高等小学校と改称。
- 1941年（昭和16年）4月1日 - 国民学校令により社国民学校と改称。
- 1947年（昭和22年）4月1日 - 学制改革により社村立社小学校と改称。
- 1953年（昭和28年）10月1日 - 町村合併により市制施行し倉吉市発足に伴い、倉吉市立社小学校と改称。
- 1973年（昭和48年） - 校舎全面移転改築に着手。
- 1974年（昭和49年） - 国分寺88番地に移転[1]。

## 通学区域と進学先中学校
- 倉吉市立東中学校区
  - 上神、寺谷、大谷茶屋、和田、和田東町、馬場町
- 倉吉市立西中学校区
  - 秋喜、秋喜西町、西福守町
- 倉吉市立久米中学校区
  - 大谷、不入岡、国府、国分寺、福光、横田、黒見

## 交通アクセス
- JR山陰本線 倉吉駅前：日ノ丸バス北谷線（国分寺経由・中野行き）「歴史公園前」バス停より200m。